# Петряєва Ірина Юріївна
Ірина Юріївна Петряєва (рос. Ирина Юрьевна Петряева; нар. 7 січня 1974) — російська футболістка, півзахисниця, але за необхідності добре грала у воротах.

## Життєпис
Починала спортивну кар'єру у регбійному клубі «Сибірські рисі», а потім перейшла у футбол. Виступала за збірні Росії з регбі та футболу. З 2013 року тренер жіночої регбійної команди «Єнісей-СТМ». Нині старший викладач кафедри фізичної культури Сибірського федерального університету.
У 2002-2003 році гравець збірної Росії з футболу.
У воронезькій «Енергії» грала не лише на позиції нападниці, а й воротаря (пропустила 6 м'ячів). В оренді у  «Фласхайм Хілен», виступала на позиції воротаря. Петряєва разом із Бураковою та Зайцевою допомогли клубу досягти максимальних результатів (5-е місце у чемпіонаті Німеччини та вихід у фінал Кубку Німеччини у сезоні 2000/01 років) у своїй історії. У фіналі Кубка Німеччини футболістки не грали, оскільки за тиждень до матчу тренерський штаб воронезької «Енергії» повернув гравчинь із оренди. Сама команда «Фласгайм-Гілен» після закінчення сезону припинила існування.

## Регбійні досягнення
командні
- Жіночий чемпіонат Європи з регбі
  -  Бронзовий призер (1): 2012[1][2].

особисті
- У 2012 році гравчиня збірної Росії з регбі

## Футбольні досягнення

### Командні
- Чемпіонат Росії
  -  Чемпіон (1): 1998
  -  Срібний призер (3): 1999, 2000, 2001
  -  Бронзовий призер (1): 2003

- Кубок Росії
  -  Володар (3): 1999, 2000, 2001

### Особисті
- Майстер спорту Росії з футболу
- Кандидат у майстри спорту з легкої атлетики та регбі